# Phumosia metallica
Phumosia metallica är en tvåvingeart som först beskrevs av Charles Howard Curran 1931.  Phumosia metallica ingår i släktet Phumosia och familjen spyflugor.
Artens utbredningsområde är Zimbabwe. Inga underarter finns listade i Catalogue of Life.